# GQView
GQView est un  logiciel libre sous licence GPL. Il permet d'afficher simplement des images.
Ce logiciel utilise GTK+.
Notamment, il permet la recherche de doublons.

## Historique
À la suite d'une longue inactivité du projet, le projet geeqie a vu le jour sur la même base logicielle.